# Förlorade tryckta böcker

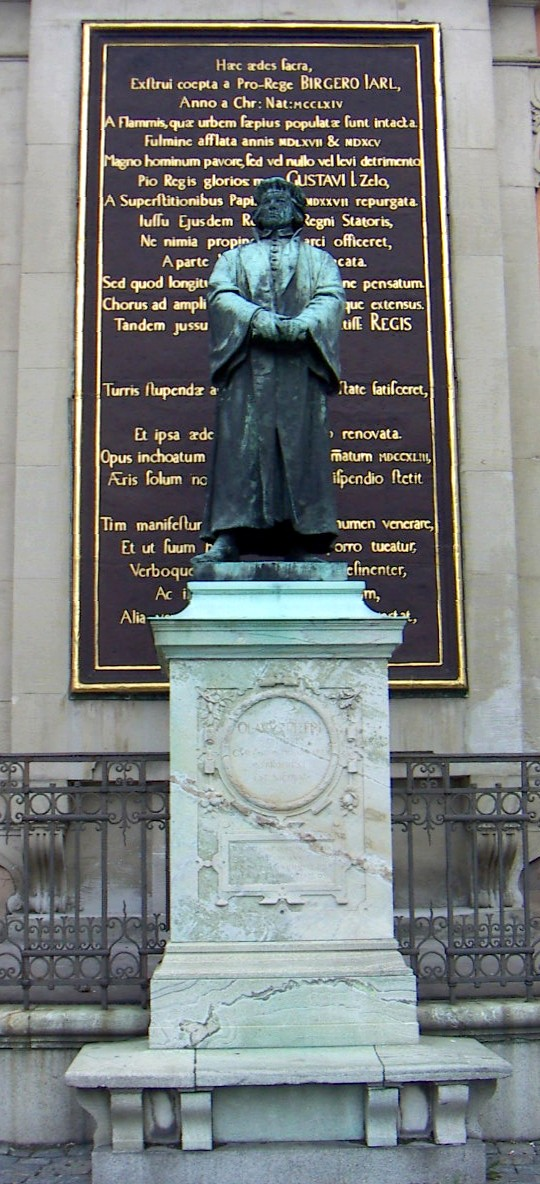
Olaus Petri har skrivit en känd svensk förlorad tryckt bok, den första svenska psalmboken, eller snarare psalmhäftet.

Förlorade tryckta böcker är böcker som tryckts efter att boktryckarkonsten utvecklades, men där inget exemplar av boken har bevarats. Förlorade handskrifter från antiken och medeltiden ingår inte i denna kategori.

## Bevisning för att böcker förlorats
Ett stort antal tryckta böcker finns bara bevarade i ett eller två exemplar. Indirekt bevisning för omfattningen av det förlorade är statistiska beräkningar, där man utgår från att antalet förlorade böcker är större än antalet som finns i ett exemplar, som i sin tur är fler än de som finns i två exemplar, och så vidare. Beräkningarna tyder på att tiotusentals verk och upplagor av verk från boktryckarkonstens första århundraden förlorats utan att något exemplar överlevt.
Det finns även direkt bevisning för att ett stort antal tryckta böcker förlorats. Omnämnanden och beskrivningar av böcker som senare förlorats finns i handskrifter (brev och dylikt), i tryckta skrifter, och i listor upprättade av boktryckare och av arkivarier, till och med av censorer som skrivit ned vilka titlar som skulle undertryckas. Ibland är innehållet i förlorade tryckta böcker känt, hel eller delvis, därför att det gjorts avskrifter eller beskrivningar, eller för att nya upplagor som liknar den förlorade boken utgivits.
Samma slag av förluster har drabbat tidningar, flygblad och accidenstryck.

## Betydelse för förståelsen av tidigare epoker
Ett vanligt fenomen är att populära skrifter som trycktes i stora upplagor för masskonsumtion paradoxalt förlorats, medan böcker tryckta i små upplagor för speciella ändamål, till exempel ordböcker, bevarats i bibliotek. Ett argument för att förlorade tryckta böcker och skrifter är ett viktigt forskningsområde är att det tryckta material som faktiskt använts i samhället ofta förlorats; för att forska om och förstå Europas historia är det nödvändigt att skaffa sig bästa möjliga uppfattning om den värld av trycksaker som förlorats.

## Lista över förlorade tryckta böcker och skrifter (urval)
| Boktitel                         | Författare             | Tryckår | Språk           | Genre         | Berömmelsegrund och andra anmärkningar |
| -------------------------------- | ---------------------- | ------- | --------------- | ------------- | --- |
| Suenska visor eller sånger       | Olaus Petri (troligen) | 1526    | äldre nysvenska | psalmer       | Första svenska psalmboken. Tryckår och stavning av titel grundade på antaganden baserade på omnämnanden och andra omständigheter. Innehållet har med stor sannolikhet överlevt genom att tas med i senare psalmböcker. |
| Empiricus suecus                 | Johan Copp             | 1566    | latin           | medicin       | Sveriges första bok om medicin. Dedikation och företal bevarat i manuskript. Tryckår grundat på omnämnande i brev. |
| De saturni lunâ, observatio nova | Christiaan Huygens     | 1656    | latin           | astronomi     | Första offentliggörande av Titans upptäckt. Texten är återgiven i Pierre Borels De vero telescopii inventore, ’s‑Gravenhage 1656.                                                                                      |
| Et tu Healy?                     | James Joyce            | 1891    | engelska        | elegisk poesi | James Joyces första tryckta verk. Trycktes av James Joyces fader John Joyce, troligen på ett stort ark snarare än i häftesform.                                                                                        |

## Lista över fragmentarisk bevarade tryckta böcker (urval)
| Boktitel                                                                 | Författare                     | Tryckår | Språk                 | Genre            | Berömmelsegrund och anmärkningar                                       |
| ------------------------------------------------------------------------ | ------------------------------ | ------- | --------------------- | ---------------- | ---------------------------------------------------------------------- |
| ”Wanradts och Koells estniska katekes” (”Wanradti ja Koelli katekismus”) | Simon Wanradt och Johann Koell | 1535    | estniska och lågtyska | luthersk katekes | Första estniska boken. Fragment har bevarats. Originaltiteln är okänd. |